# 三博士来朝 (利皮)
三博士来朝（Adoration of the Magi）是意大利画家菲利皮诺·利皮的油画，创作于1496年，画面显示《圣经·马太福音》第2章记载的东方三博士朝拜耶稣基督的故事。现藏于意大利佛罗伦萨的乌菲兹美术馆。

## 同名作品
- 三博士来朝 (波提切利)
- 三博士来朝 (达芬奇)